# Schrammelharmonika

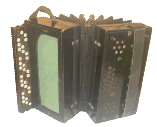
Die Schrammelharmonika

Die Schrammelharmonika ist ein chromatisches Akkordeon mit drei Knopfreihen in B-Lage. Sie ist meist zweichörig und mit zwölf diatonischen Bässen ausgestattet.
Klanglich hebt sich die Schrammelharmonika durch den weicheren Klang vom modernen chromatischen Knopfakkordeon ab. Der Grund dafür kann zum Teil in den relativ kleinen Abmessungen und dem geringen Gewicht des Instruments gesehen werden, aber auch die handgemachten Stimmplatten und die Art der Stimmung tragen zu dessen besonderem Klangcharakter bei.

## Geschichte
Das Instrument wird im Jahr 1854 erstmals schriftlich erwähnt, als der Wiener Harmonikamacher Matthäus Bauer auf der Industrieausstellung in München neben einem Instrument mit Klaviertasten (Patent erstmals 1851) auch eines „mit halben Tönen, versehen mit dreireihiger Maschine“ und eben nicht wechseltönig, präsentierte. Laut Walter Maurer soll die ersten Ideen dazu ein Musiker namens Franz Walther entwickelt haben. Das älteste zurzeit bekannte und erhaltene Instrument stammt von 1874, nach 1954 bis 1970 wurden in Wien Schrammelharmonikas nur noch vereinzelt gebaut.
Alfred Mirek erwähnt das Instrument mit dem „Wiener System“ als Vorbild für die Entwicklung des heutigen Bajan ab 1870. In der Sowjetära wurde das Griffmuster als „Moskauer“ bezeichnet, im Gegensatz zum „Petersburger“, das diatonisch war.
Die meisten erhaltenen Instrumente stammen aus den 1920er- und 1930er-Jahren.
Erwähnung im Amtlichen Bericht über die Allgemeine Deutsche Gewerbe-Ausstellung zu Berlin im Jahre 1844:

„II. Harmonikas […] August Schopp, in Wien, zeigte durch die Einsendung einer Harmonika zu 30 Rthlrn. 20 Sgr., wie sehr auch dieses Instrument in den kurzen Jahren seines Entstehens sich hat vervollkommnen lassen, indem das Vorliegende, auf welchem von geübter Hand recht artige Musikstücke hervorzubringen sind, einen Umfang von etwa 4 Oktaven hat. Das Aeußere des Instruments ist mit Perlmutter und sonstigen Verzierungen höchst elegant ausgestattet.“

Zitat:

„Hier arbeiteten zwischen 1815 und 1833 insgesamt 572 Instrumentenbauer, von denen mindestens sieben auch Harmonikas fertigten.1852 firmierten schon 59 Wiener Gewerbetreibende unter der Bezeichnung „Harmonikamacher“, 16 weitere als „Harmonika-Stimmer“. Zum führenden Produzenten avancierte das 1834 gegründete Unternehmen Wilhelm Thie, das um 1890 mehrere hundert Arbeiter beschäftigte und wegen seiner Qualität ein weltweites Renommee genoss. Außerhalb Wiens entstanden in den 1820er Jahren vier weitere Produktionszentren, die allesamt in strukturschwachen ländlichen Regionen lagen: Graslitz im böhmischen und Klingenthal im sächsischen Erzgebirge, Knittlingen im württembergischen Oberamt Maulbronn und zeitlich am spätesten Trossingen. Diese Standorte deuten bereits darauf hin, dass der Harmonikabau als eine Nischenbranche existentiell auf Bedingungen relativer Unterentwicklung und agrarische Komplementärstrukturen angewiesen war.“

## Bekannte Harmonikabauer in Wien
Zwei Generationen Reisinger, Edmund Hochholzer, Josef Trimmel, Pospischil, Bauer, Forster Johann, Pick, Adolf, Regelstein, Franz Kuritka, Rudolf Barton sind neben Karl Budowitz (1882–1925) die wesentlichen Hersteller, dazu eine unbekannte Zahl von Handwerkern, die vermutlich aus gewerberechtlichen Gründen ihre Namen geheim hielten.
Die folgenden Angaben sind unvollständig und stammen aus dem Buch: Eine Wiener Knopfharmonika entsteht von Lisl Waltner, und sind nur im Buch, weil sich Karl Macourek bei seinen Erzählungen auf diese Firmen bezog. Diese Angaben wurden aber zusätzlich in den noch vorhandenen Gewerbebüchern recherchiert.
- Matthäus Bauer: Firmeninhaber Karl Bauer, geb. 1883, gest. 1946, gegründet 1836 (Angabe gemäß Inserat), Gewerbeschein 1911–1950 (Geschäftsführer Josef Reisinger), Wien VI, Mariahilfer Straße 19/21
- Albert Trimmel, geb. 1880, gest. 1953; Gewerbeschein 1910;
- Emanuel Napravnik, geb. 1874, gest. 1951, Gewerbeschein seit 1912, Wittwenfortbetrieb (Maria, geb. 1887) seit 1952, Geschäftsführer Franz Napravnik, geb. 1909, Gewerbeschein 1954–1967, Wien XVI, Habichergasse 4; Sohn Franz Napravnik; Harmonikatischler
- Josef Reisinger, geb. 1885, Gewerbeschein 1919–1958, Wien XV, Oelweingasse 3
- Josef Sagat, geb. 1895, gest. 1968; Gewerbeschein 1927, Meisterprüfung 1935, Gewerberücklegung 1959
- Adolf Regelstein, geb. 1876, Gewerbeschein 1931–1938, Wien XVI, Liebhergasse 44
- Wenzel Rudolf, geb. 1895, Gewerbeschein 1933–1966;  Nachfolger von Zwirsch; Wien XVI, Ottakringer Straße 164, Erzeugte noch bis 1966 Stimmplattenrohmaterial.
- Franz Kuritka, geb. 1908, Gewerbeschein 1938–1965, Wien XVI, Liebhergasse 44; Nachfolger von Regelstein&Raab
- Rudolf Pospischil, Gewerbeschein 1952–1998; Wien XV, Benedikt-Schellinger-Gasse 11
- Karl Macourek, geb. 22. Januar 1928; Meisterprüfung 1951; Gewerbeschein 1952–1998; Josefine Macourek, Gewerbeschein für Handel mit Musikinstrumenten 1957–1998, verstorben 2018

Weitere Harmonikamacher finden sich in Adressbüchern der Jahre 1856, 1863 und 1874.

## Heute
Derzeit sind nur zwei selbständige Harmonikabauer bekannt, die auch einzelne Schrammelharmonikas bauen. Der gelernte Harmonikabauer Herfried Zernig aus Sebersdorf in der Steiermark fertigt auf Wunsch Schrammelharmonikas, die sich weitgehend an historischen Instrumenten orientieren, im Detail sind diese aber keine Kopie von Original-Instrumenten. Zernig weicht zumindest in den bis jetzt gefertigten Instrumenten in wesentlichen Details vom Original ab. Er verwendet heute erhältliche Stimmplatten und wachst diese auf. Früher war es generell üblich, diese auf Leder zu legen. Auch die Holzverbindungen wurden früher mit Warmleim ausgeführt, was heute auch möglich wäre und auch nicht schwieriger zu handhaben ist als synthetischer Weißleim. Die Bassmechanik orientiert sich eher an der diatonischen Harmonika als am historischen Original, wobei die Anordnung der Basstasten und die Tastenbelegung davon nicht beeinflusst wird. Basstasten sind zumindest in den bekannten Erzeugnissen nicht am Bassboden, sondern an der Vorderseite des Bassteils, wie das heute beim Akkordeon üblich ist. Der Balg ist nicht traditionell, sondern nach der Art einer steirischen Harmonika ausgeführt. Musiker, die sich eine Harmonika heute nach historischem Vorbild anfertigen lassen, könnten aber auch diese Details einfordern. Ein Unikat wird aber jedes heute kopierte Instrument immer bleiben, bei dem sich erst im Nachhinein zeigt, ob es den Erwartungen gerecht wird. Jedoch sind die bekannten von Zernig gefertigten Instrumente schöne Beispiele dafür, dass auch heute traditionelle Handwerkskunst im Harmonikabau möglich ist. Bemerkenswert ist auch, dass diese Instrumente bis auf einige Spritzgussgelenke für die Bassmechanik den Stimmplatten, Perlmuttknöpfen, Balgecken und Balgkartonfalten komplett bis auf die Rohmaterialien wie Holz, Draht, Schrauben, Leder, Filz und Leinen vom Harmonikabauer gefertigt werden. Neben Herfried Zernig fertigt auch Gerhard Grübel aus St. Martin am Tennengebirge unter dem Markennamen EDLER Harmonikas auf Bestellung Schrammelharmonikas.

## Ursprung der Bezeichnung

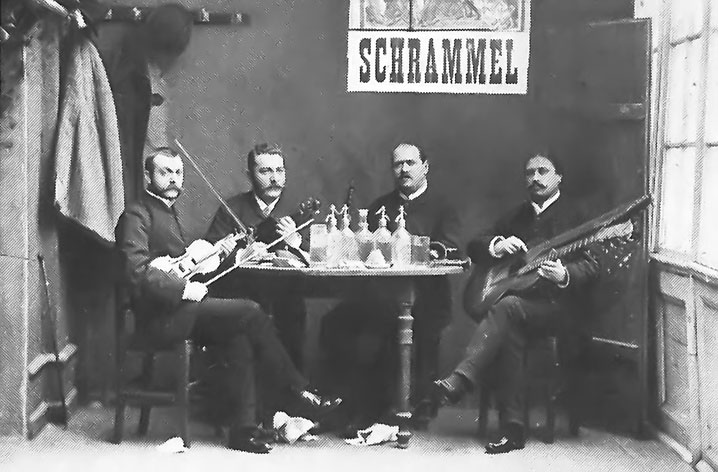
Das Schrammelquartett um 1890

Seit 1870 spielten die Geiger Johann und Josef Schrammel in Georg Dänzers Quartett zusammen mit Anton Strohmayer an der Kontragitarre. Dänzer war in Wien berühmt als Virtuose der G-Klarinette, es wurden Ländler, Polkas und die legendären „alten Tanz“ gespielt. Nach 1873, dem Jahr des großen Börsenkrachs und einer darauf folgenden weitreichenden „Zurück zur Natur“-Bewegung, nannte sich dieselbe Besetzung „Die Schrammeln“ – nachdem die beiden Geiger ihre Studien beendet und den Wunsch nach einer Karriere in der Hochkultur aufgegeben hatten. Sie bereisten ganz Europa und näherten durch ihre Virtuosität und den strengen mehrstimmigen Satz die Volksmusik der „Klassik“ an. Johann Strauss (Sohn) und Kronprinz Rudolf waren bekennende Fans. Die Aufführungen der Schrammeln waren ausverkauft; sie erfanden den Musiktourismus in seiner heutigen Form: Was heute der Buschauffeur in Grinzing, waren damals die Fiaker.
Im Jahre 1890 starb Georg Dänzer, aus Mangel an guten Klarinettisten ersetzte ihn der Harmonikaspieler Anton Ernst, ein Cousin von Johann Schrammels Frau. Von ihm sind mehrere sehr gute Quartettarrangements und eine Harmonikaschule erhalten.
In kürzester Zeit etablierte sich diese Besetzung (zwei Geigen, Harmonika, Kontragitarre) als Schrammel-Quartett und ist mit der dazugehörigen Schrammelmusik bis heute in Wien kammermusikalische Tradition.

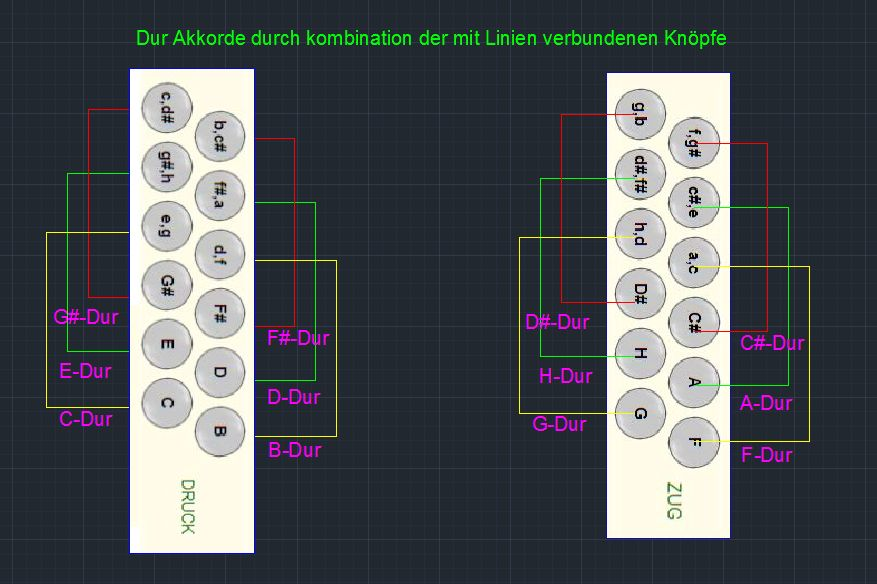
Die Bassknopfkombinationen für Dur

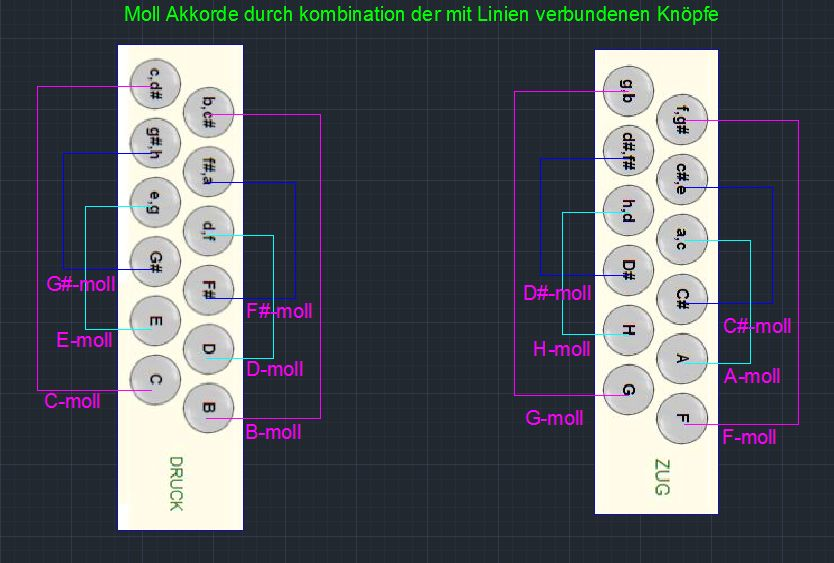
Die Bassknopfkombinationen für Moll

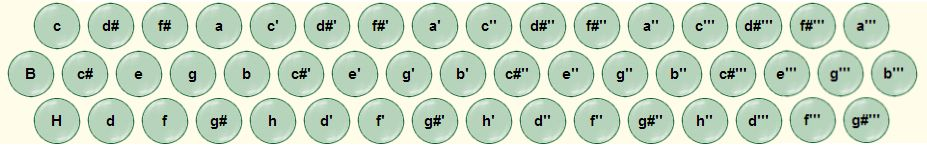
Schrammelharmonika Diskant B-Griff alte Knopfanzahl, neuere haben um drei tiefe Töne mehr. (G-b), Schwebung 0,25 Hz - 6 Hz